# Hanno Beck
Pour les articles homonymes, voir Beck.
Hanno Beck (né le 13 septembre 1923 à Eschwege et mort le 20 septembre 2018 dans la même ville) est professeur d'histoire des sciences naturelles, en particulier de géographie, à l'Université de Bonn. Il est actif en tant que biographe et éditeur des œuvres d'Alexander von Humboldt et fonde le domaine de recherche historique de l'histoire des voyages scientifiques.

## Biographie
Beck est diplômé de l'école Frédéric-Guillaume d'Eschwege (de) en 1942 et est ensuite enrôlé dans le service militaire. Après avoir d'abord été fait prisonnier par les Américains, il étudie la géographie, l'histoire et l'allemand de 1946 à 1954 avec l'historien littéraire Werner Milch (de) et le géographe Heinrich Schmitthenner (de) à l'université Philippe de Marbourg,,. En 1951, il reçoit son doctorat avec une thèse sur le rôle de l'explorateur Moritz Wagner (1813-1887) dans l'histoire de la géographie. Après l'examen d'État, il fait son stage juridique dans un lycée d'Eschwege, où il a d'abord travaillé comme enseignant. De 1956 à 1961, il est membre de la Fondation allemande pour la recherche. De 1961 à 1987, il enseigne l'histoire des sciences naturelles à l'Université de Bonn. En 1963 il est habilité. En 1988, il devient émérite. À partir de 1966, il travaille à nouveau comme enseignant pendant plusieurs années, enseignant l'allemand et la géographie au lycée Heinrich-Hertz de Bonn-Bad Godesberg.
De 1970 à 1972, il est président de la section allemande de l'Union mondiale pour la protection de la vie.
En 2009, l'Institut Leibniz de géographie régionale (de) acquit la bibliothèque de 10 000 volumes d'Hanno Beck sur l'histoire de la géographie et des voyages, dont la partie la plus précieuse est la collection Humboldt.

## Recherche sur Alexander von Humboldt
Dès 1947, Beck commence à rechercher systématiquement sur Alexander von Humboldt, à propos duquel son premier essai paraît dans la Werra-Rundschau (de) en 1948. Cette recherche représente l'essentiel de son travail de vie scientifique. Il établit ainsi le champ de recherche de l'histoire des voyages scientifiques.
Dans le cadre de la bourse de la Fondation allemande pour la recherche de 1956 à 1961, il écrit une biographie complète en deux volumes de Humboldt, avec laquelle il est également habilité. Sa description complète et matériellement riche de la vie et de l'œuvre de l'explorateur est toujours la principale biographie dans ce domaine.
En 1956, l'Académie allemande des sciences de Berlin nomme Beck à la Commission internationale Alexander-von-Humboldt. Pour le 100e anniversaire de la mort de Humboldt en 1959, Beck prononce le discours d'ouverture lors de la célébration de l'anniversaire de l'Académie et publie les "Gespräche Alexander von Humboldts" qu'il édite.
Beck est également responsable de la réimpression des écrits de Humboldt, à savoir les trois volumes de la "Relation historique du Voyage aux Régions équinoxiales du Nouveau Continent" (1970), les 30 volumes de l'Amerikanischen Reisewerkes (1970-1973) et le Studienausgabe wichtiger Schriften (1987-1997).

## Honneurs
- Membre honoraire de la Société suisse d'histoire de la médecine et des sciences naturelles (de) (depuis 1969)[6]
- Membre ordinaire de l'Academia Cosmologica Nova (depuis 1982)[6]
- Médaille Humboldt (de) de l'Académie allemande des sciences de Berlin-Est (1959)[6]
- Médaille Euler[6]
- Médaille d'argent Carl-Ritter (de) de la Société géographique de Berlin (1979)[6]
- Médaille d'argent de la société Humboldt (de) (1984)[6]
- Plaque Humboldt de la société Humboldt (1998)[6]
- Médaille d'or de la société Humboldt (2007)
- L'Institut biographique américain (de) le nomme l'une des "cent personnes les plus fascinantes de 2003"[6]

## Travaux (sélection)

### monographies
- Gespräche Alexander von Humboldts. Berlin 1959.
- Alexander von Humboldt. 2 Bände. Wiesbaden 1959–1961.
- Geographie. Europäische Entwicklung in Texten und Erläuterungen. (Orbis academicus (de) Band II/16) Verlag Karl Alber, Freiburg / München 1973.  (ISBN 3-495-47262-2).
- Die Kunst entdeckt einen Kontinent in: Deutsche Künstler in Lateinamerika. Ausstellung: Ibero-Amerikanisches Institut Preußischer Kulturbesitz, Berlin und Paulskirche, Frankfurt am Main,  (ISBN 3-496-01006-1).
- Carl Ritter. Genius der Geographie. Berlin 1979.
- Große Geographen. Pioniere – Außenseiter – Gelehrte, 1982.
- Alexander von Humboldts Reise durchs Baltikum nach Rußland und Sibirien 1829, Stuttgart 1983; 6. Auflage, Edition Erdmann, Wiesbaden, 2009,  (ISBN 978-3-86539-807-9).
- Alexander von Humboldts Amerikanische Reise, Stuttgart 1985,  (ISBN 3-522-60540-3); 6. Auflage, Edition Erdmann, Wiesbaden, 2009,  (ISBN 978-3-86539-806-2).

### éditions
- Hanno Beck (Hrsg.): Alexander von Humboldt – Studienausgabe. 7 Bände (erschienen in 10 Bänden). Wissenschaftliche Buchgesellschaft, Darmstadt 1987–1997,  (ISBN 3-534-03100-8) (mit ausführlichen Anmerkungen und Angaben zur Entstehungs- und Editionsgeschichte der einzelnen Werke im Sinne einer historisch-kritischen Ausgabe); enthält:
  - Vol. 1: Schriften zur Geographie der Pflanzen. 1989,  (ISBN 3-534-03101-6).
  - Vol. 2: Die Forschungsreise in die Tropen Amerikas. 3 Bände,  (ISBN 3-534-03102-4).
  - Vol. 3: Cuba-Werk. 1992,  (ISBN 3-534-03103-2)
  - Vol. 4: Mexico-Werk. 1991,(online)  (ISBN 3-534-03104-0).
  - Vol. 5: Ansichten der Natur. 1987,  (ISBN 3-534-03105-9).
  - Vol. 6: Schriften zur Physischen Geographie. 1989, (online)  (ISBN 3-534-03106-7),
  - Vol. 7: Kosmos. 2 Vol., 1993,  (ISBN 3-534-03107-5),

La 2e édition révisée de tous les volumes de l'édition d'étude est publiée en 2008 sous le nom de "Darmstadt edition", toujours par la Wissenschaftlichen Buchgesellschaft, et est également disponible sous forme numérique sous forme de livre électronique depuis 2014,  (ISBN 978-3-534-19691-3).

### Publications commémoratives sur Hanno Beck
- Cosmographia Spiritualis. Zum 60. Geburtstag von Hanno Beck. In: Ausgewählte Schriftenreihe. Band 6. Hafiz, Bonn 1983.
- Detlef Haberland (Hrsg.): Geographia spiritualis. Festschrift für Hanno Beck. P. Lang, Frankfurt am Main 1993,  (ISBN 3-631-46113-5).
- „Wer nicht gedenken kann, der kann auch nicht hoffen“. Eine Dankesgabe der Johann-Gottfried-Herder-Bibliothek an den „Vater der Humboldtforschung“, Prof. Dr. Hanno Beck. J.-G.-Herder-Bibliothek Siegerland, Siegen 1997.
- Wolf-Dieter Grün, Sabine Melzer: Versuch über Ansichten des Kosmos. Alternative Festschrift Prof. Dr. Hanno Beck zum 80. Geburtstag gewidmet. Wenden 2003.